# Simón Elías González
Simón María Miguel Elías González Romo y de Vivar (n. Banámichi, Sonora, 28 de octubre de 1772 - f. Chihuahua, Estado de Chihuahua, 7 de marzo de 1841) Gobernador del Estado de Occidente en dos ocasiones y Gobernador de Chihuahua en cuatro ocasiones. Nació en el pueblo de Banámichi el 28 de octubre de 1772. Sus hermanos fueron activos también en la política regional, Rafael Elías González fue gobernador del Estado de Sonora. Juan Elías González Romo y de Vivar fue sacerdote y dos veces diputado, tanto el la legislación provincial de Sonora y Sinaloa como en el Primer Congreso Constituyente del Estado de Occidente. Y su hermano José María Elías González fue un reconocido militar y también gobernador de Sonora.

## Biografía
Inició su carrera militar el 20 de febrero de 1788 como soldado distinguido de la Compañía Presidial del Tucson, el 10 de febrero de 1793 ascendió a cadete, pasando a la Buenavista, y enseguida fue destinado a la Compañía Auxiliar de Bacoachi y a la Secretaría de la Comandancia General de Provincias Internas y ascendió a teniente el 17 de septiembre de 1805. Se le dio el mando de la Compañía de Pimas de San Rafael, estuvo comisionado en la Villa de Chihuahua, en donde contrajo matrimonio con doña Ambrosia Calvo y Muro Carrasco, y permaneció allí hasta el 1 de abril de 1807 en que fue nombrado teniente comandante de la Compañía del presidio de  Tubac. Después sirvió en San Antonio Béjar, ascendió a capitán y fue destinado a Paso del Norte; desempeñó allí las funciones de teniente del gobernador de Nuevo México y a principios de 1811 se hallaba al frente de las armas de la Villa de Chihuahua. En su hoja de servicios constan las siguientes notas del inspector de Presidios Militares: "Valor acreditado. Aplicación mucha. Capacidad bastante. Conducta buena."
Figuró como vocal de la Junta de Guerra que sentenció a la pena de muerte al cura independentista Miguel Hidalgo y Costilla y a los demás caudillos de la independencia que fueron fusilados en Chihuahua a mediados de este año; en mayo de 1814 volvió a su provincia de origen con el empleo de ayudante inspector de la comandancia y el ascenso a teniente coronel; pero quedaron sin efecto el nombramiento y el grado que le había conferido el comandante general porque el virrey había otorgado la ayudantía a otra persona y tuvo que volver a su plaza de capitán y se le dio la jefatura de la compañía asentada en Santa Cruz.
En 1820 obtuvo en propiedad la expresada plaza de ayudante inspector, secundó el Plan de Iguala y obtuvo la confirmación de ascenso a teniente coronel; diputado del primer Congreso general de 1822 y a la Junta Nacional Instituyente, dos años después regresó al Estado con nombramiento de comandante general y no pudo recibirse porque su predecesor el Coronel Mariano Urrea se negó a entregarle. En octubre de 1824 arribó a la ciudad de El Fuerte en virtud de haber sido electo gobernador del Estado de Occidente, el 5 de marzo de 1825 se hizo cargo del mando de las armas y poco después fue nombrado gobernador constitucional. Tomó posesión el 27 de abril, durante su gestión fomentó la propagación de la vacuna contra la viruela, otorgó concesión a Ricardo Exter para establecer una Casa de Moneda en la capital y se introdujo la primera imprenta. Entregó el mando el 25 de octubre y salió a combatir a los yaquis que se habían sublevado. El 3 de febrero de 1826 volvió a ejercer el Poder Ejecutivo y renunció en agosto siguiente en virtud de haber sido electo gobernador del Estado de Chihuahua. Asumió este cargo el 25 de septiembre y renunció dos meses después porque la Legislatura no le permitió conservar a la vez el mando militar.
Envió una sección de tropas en auxilio del general Figueroa que operaba en contra de los yaquis rebeldes; desempeñó por segunda vez el gobierno de Chihuahua del 2 de octubre al 2 de enero de 1828, resumió la Comandancia General de Chihuahua y Nuevo México, ascendió a coronel, secundó el Plan de Jalapa y el 8 de enero de 1830 fue promovido a la comandancia General de Sonora y Sinaloa. Permaneció al frente de ésta hasta el 7 de junio de 1831 en que se le expidió patente de retiro del Ejército por haber cumplido 53 años de servicios, pues se la abonó tiempo doble por todas la expediciones en que había participado contra los apaches y comanches.
Radicado en la ciudad de Chihuahua fue elegido diputado de la IV Legislatura local; esta lo nombró a la vez vocal del Tribunal de Cuentas y en marzo de 1834 la Secretaría de Guerra lo llamó a servicio activo y le encomendó el mando militar de Chihuahua y Nuevo México. Entregó este el 21 de agosto por haber sido electo gobernador electo para el cuatrienio que expiraba en igual fecha de 1838 y renunció, un mes después a fin de facilitar la unión de los mandos político y de las armas con motivo de la invasión de apaches y comanches. En 1835 asumió la Jefatura de Armas de la ciudad de Chihuahua; al entrar en vigor las Siete Leyes Constitucionales fue elegido 1.er. vocal de la Junta Departamental y el 18 de abril de 1837 se hizo cargo del Poder Ejecutivo, por ministerio de ley, por haber renunciado el titular.
Nombrado gobernador constitucional de Chihuahua por el presidente Anastasio Bustamante otorgó el juramento el 30 de julio mientras la Junta Departamental de Sonora lo proponía en primer lugar para el mismo puesto. El 29 de mayo de 1838 se hizo cargo a la vez de la Comandancia General de Chihuahua y Nuevo México; mandó personalmente varias expediciones armadas en contra de los apaches y comanches, en lugar de mandar a jefes subalternos, y otorgó la paz a los apaches mimbrereños. Desempeñó ambos mandos hasta el 22 de mayo de 1839 en que se le aceptó la renuncia del Gobierno y se le expidió nueva patente de retiro del Ejército.
Se estableció en su hacienda de Corral de Piedras, dedicado a las labores del campo, y el 24 de enero de 1840 tomó posesión por última vez de la Comandancia General de Chihuahua y la desempeñó hasta el 12 de mayo siguiente en que se presentó el titular.
Falleció en la ciudad de Chihuahua el 7 de marzo de 1841 y fue sentido por todas las clases sociales, era de carácter humilde, nunca varió sus costumbres a pesar de los altos puestos que desempeñó, su vida privada fue ejemplar y se distinguió por su probidad. De él desciende la rama de los Elías que radica en Chihuahua. En los días en que murió había sido propuesto por la Junta Departamental para gobernador de Sonora.